# Laura La Plante
Laura La Plante (St. Louis, 1 de novembro de 1904 – Los Angeles, 14 de outubro de 1996) foi uma atriz de cinema estadunidense que iniciou sua carreira na era do cinema mudo, alcançando a era sonora. Atuou em mais de 90 filmes entre 1919 e 1957.

## Biografia
Nascida Laura LaPlant, La Plante começou a atuar no cinema aos 15 anos, e em 1923 foi nomeada como uma das WAMPAS Baby Stars. WAMPAS Baby Stars era uma campanha promocional, patrocinada pela Western Association of Motion Picture Advertisers, que homenageava treze (quatorze em 1932) jovens mulheres cada ano, as quais eles acreditavam estarem no limiar do estrelato em filmes.
Seu primeiro papel foi não creditado, no filme The Great Gamble, em 1919. Durante os anos 1920 ela atuaou em mais de 60 filmes, entre eles Big Town Round-Up (1921), com o cowboy Tom Mix, os seriados Perils of the Yukon (1922) e Around the World in Eighteen Days (1923), além de diversos westerns com Hoot Gibson. Grande parte de seu filmes da época foi feita pela Universal Pictures. Durante esse período, ela foi a estrela mais popular do estúdio, "um feito repetido, apenas, por Deanna Durbin, alguns anos mais tarde", e quase sempre era um sucesso de bilheteria. Um dos filmes mais antigos sobreviventes é Smouldering Fires (1925), dirigido por Clarence Brown e co-estrelado por Pauline Frederick. Seu mais lembrado filme é, sem dúvida, o clássico mudo The Cat and the Canary (1927), embora ela também obteve aclamação por Skinner's Dress Suit (1926), com Reginald Denny, o parcialmente falado The Love Trap (1929), dirigido por William Wyler e, em 1929, a versão de Show Boat (1929), adaptado do romance homônimo de Edna Ferber. Embora este último filme tenha sido uma adaptação do romance, e não da famosa peça musical que baseava-se no romance, algumas músicas da peça foram usadas no filme como seguro de bilheteria. Ela na verdade não canta no filme; seu canto foi dublado por Eva Olivetti, e esse foi um dos primeiros casos em que isto foi feito em um filme. Uma cena de La Plante em Show Boat foi transmitida na televisão britânica.

## Transição para o cinema falado
O advento dos filmes falados pode ter encurtado sua carreira. Ela fez suas últimas aparições para a Universal no musical Technicolor King of Jazz (1930). Atuou ainda em God's Gift to Women (Warner Bros., 1931), dirigido por Michael Curtiz e co-estrelado por Frank Fay e Joan Blondell, e Arizona (Columbia, 1931), co-estrelando com o jovem John Wayne.

## Fim da carreira
La Plante foi posteriormente para a Inglaterra onde fez alguns papéis, entre els Man of the Moment (1935),  com Douglas Fairbanks Jr.. La Plante chegou a ser cogitada para substituir Myrna Loy em The Thin Man quando Loy pensei em sair, mas acabou permanecendo. Ela se aposentou do cinema em 1935, fazendo apenas dois filmes posteriores, Spring Reunion, em 1957, foi o último. Sua irmã mais nova, a atriz Violet La Plante nunca alcançou a fama de Laura; ambas foram "WAMPAS Baby Stars". 
Em 1954, La Plante apareceu (como ela mesma, Mrs. Laura Asher) no quiz show de Groucho Marx, You Bet Your Life. Ela falou sobre seu marido, Irving Asher, que tinha completado o filme Elephant Walk, com Elizabeth Taylor. Sra. Asher pediu que seus ganhos fossem para o Motion Picture Television Fund. Três da quatro perguntas deveriam ser respondidas para ganhar os $215. Em meados da década de 1980, a cadeira de rodas de La Plante foi trazida ao palco para o evento "Night of a 100 Stars".

## Morte
Laura La Plante morreu em Woodland Hills, Califórnia, de Mal de Alzheimer, aos 91 anos de idade.

## Vida familiar
Foi casada duas vezes: com William A. Seiter entre 1926 e 1934, quando se divorciaram; com Irving Asher, entre 1934 e a morte dele, em 1985, e com quem teve dois filhos: Jill e Tony.

## Legado
- Laura La Plante Road em Agoura Hills, Califórnia.
- Possui uma estrela na Calçada da Fama no 6378 Hollywood Blvd. [5]

## Filmografia parcial
- The Great Gamble (1919)
- 813 (1920), com Wallace Beery

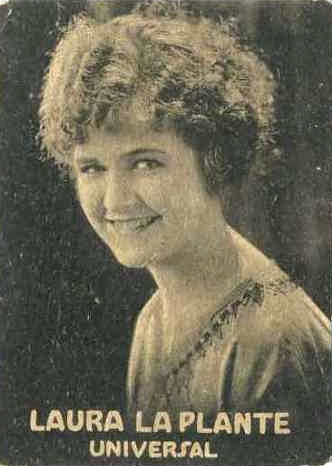
Laura La Plante em 1921.

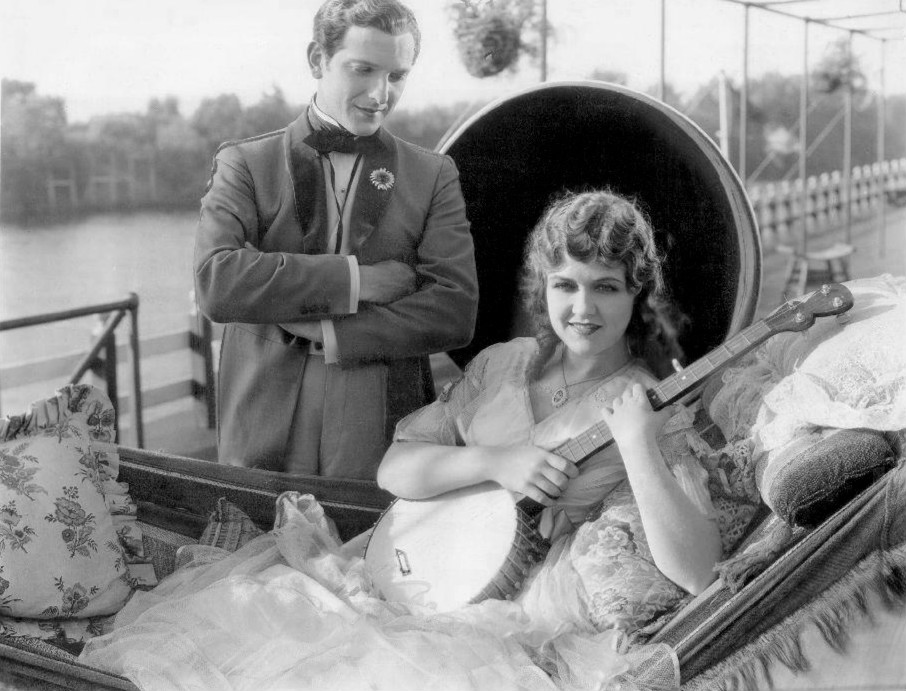
La Plante e Joseph Schildkraut no filme Show Boat (1929).

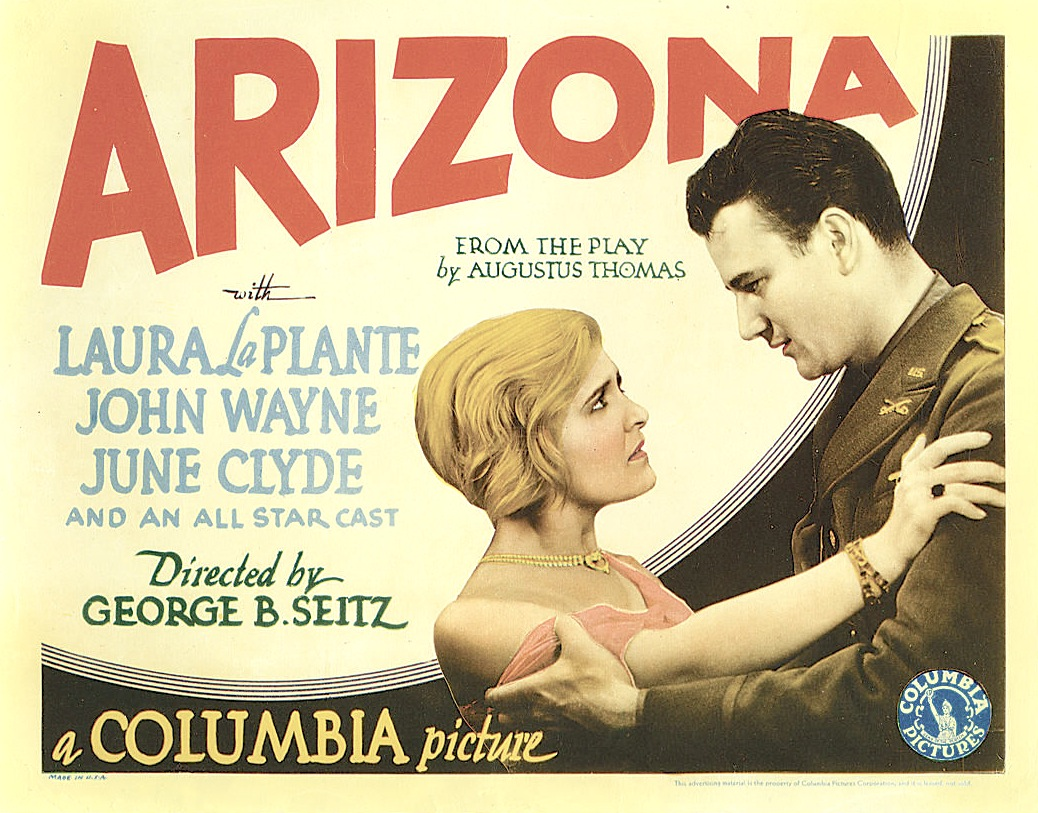
Cartaz do filme Arizona, apresentando La Plante e John Wayne.

- Perils of the Yukon (1922) (seriado com 15 episódios)
- Around the World in Eighteen Days (1923) (seriado com 12 episódios)
- Dead Game (1923) com Hoot Gibson
- Shootin' for Love (1923) com Hoot Gibson
- Out of Luck (1923) com Hoot Gibson
- The Ramblin' Kid (1923) com Hoot Gibson
- The Thrill Chaser (1923) com Hoot Gibson
- The Fatal Plunge (1924) (reedição de The Great Gamble)
- Ride for Your Life (1924) com Hoot Gibson
- Smouldering Fires (1925)
- The Teaser (1925) com Hedda Hopper
- Dangerous Innocence (1925) com Jean Hersholt
- The Cat and the Canary (1927)
- Home, James (1928)
- The Last Warning (1929)
- Show Boat (1929) com Joseph Schildkraut
- King of Jazz (1930) com Bing Crosby
- Stout Hearts and Willing Hands (1931)
- Arizona (1931), com John Wayne
- God's Gift to Women (1931) com Joan Blondell
- Her Imaginary Lover (1933)
- The Girl in Possession (1934)
- Man of the Moment (1935) com Douglas Fairbanks Jr.